# Johann Gottlieb Janitsch
Johann Gottlieb Janitsch, Jan Janič, także Janitsh, Janitzch (ur. 19 czerwca 1708 w Świdnicy, zm. około 1763 w Berlinie) – niemiecki kompozytor, przedstawiciel szkoły berlińskiej, pisał w stylu galant.

## Życiorys
Ojciec Janitscha był lokalnym kupcem, matka córką chirurga.  Ukończył łacińską szkołę św. Trójcy przy Kościele Pokoju w Świdnicy, gdzie zetknął się m.in. z Benjaminem Schmolckiem. Podczas pobytu we Wrocławiu pobierał lekcje od lokalnych muzyków. W latach 1729–1733 studiował prawo na uniwersytecie we Frankfurcie nad Odrą. Brał aktywny udział w życiu muzycznym miasta i uniwersytetu: komponował utwory na różne okazje (m.in. serenady i kantaty), prowadził także studenckie Collegium Musicum (rolę tę przejął po nim CPE Bach). Od 1733 do 1736 roku był sekretarzem radcy stanu Królestwa Prus Franza Wilhelma von Happe. W 1736 roku został członkiem (jako kontrabasista) orkiestry przyszłego króla Fryderyka Wielkiego w Ruppin i Rheinsbergu, a po objęciu przez niego tronu w 1740 roku został nadwornym kompozytorem, dyrygentem i korepetytorem dworskiego chóru operowego w Berlinie. Do jego obowiązków należało także przygotowanie muzyki dla zespołu obojowego uświetniającego bale redutowe. Jeszcze w Rheinsbergu zainicjował cieszące się dużą popularnością Freitagsakademien, cotygodniowe koncerty połączone z klubem dyskusyjnym odbywające się w prywatnych domach, cykl ten kontynuował w Berlinie.
W roku 1749 wziął ślub z Johanną Henriette Eymler, adoptowaną córką majora Albrechta Emila Nicolaia.
Twórczość Janitscha utrzymuje się w typowym dla skupionych wokół Fryderyka Wielkiego kompozytorów szkoły berlińskiej stylu galant, nosi cechy Empfindsamer Stil i wykazuje wpływy C.P.E. Bacha i Carla Heinricha Grauna. Komponował kantaty, formy wokalno-instrumentalne, pieśni, symfonie, koncerty, kwartety, sonaty triowe i solowe. Był ceniony przez współczesnych, o czym świadczą m.in. zamówienia utworów na prestiżowe okazje. Szczególne miejsce w twórczości Janitscha zajmują kwartety na trzy różne instrumenty melodyczne i basso continuo.
Skomponował kilka kantat, Te Deum, pieśni z akompaniamentem instrumentu klawiszowego, trzy serenady, około trzydziestu zachowanych do naszych czasów symfonii, cztery koncerty (zachowały się tylko dwa koncerty klawesynowe), czterdzieści kwartetów, trzydzieści pięć sonat triowych, cztery sonaty na instrument klawiszowy. 